# Justus Vingboons
Justus Vingboons (ca. 1620-ca. 1698), ook gespeld als Vinckboons of Vinghboons, was een Amsterdamse architect.

## Leven en werk
Hij was de broer van de bekende architect Philips Vingboons en de zoon van David Vinckboons. Justus bouwde net als zijn broer in de stijl van het Hollands classicisme. Vingboons werkte van 1653 tot 1656 in Zweden en voltooide in Stockholm het Riddarhuset. Zijn belangrijkste werk is Kloveniersburgwal 29 (het Trippenhuis) te Amsterdam, waarin het Hollandse classicisme zijn zuiverste en rijkste uitdrukking vindt. De geheel zandstenen gevel is zeer rijk gedetailleerd en heeft acht kolossale Korinthische pilasters met cannelures: een unicum voor een woonhuis. 
Voorbeelden van woonhuizen toegeschreven aan Justus Vingboons: Herengracht 257 (1661), Herengracht 390-392 (1665).
|  |  |  |